# Huangshandong Shuiku
Huangshandong Shuiku (kinesiska: 黄山洞水库) är en reservoar i Kina. Den ligger i provinsen Guangdong, i den södra delen av landet, omkring 140 kilometer öster om provinshuvudstaden Guangzhou. Huangshandong Shuiku ligger 82 meter över havet. Arean är 0,97 kvadratkilometer. I omgivningarna runt Huangshandong Shuiku växer i huvudsak städsegrön lövskog. Den sträcker sig 1,4 kilometer i nord-sydlig riktning, och 2,4 kilometer i öst-västlig riktning.
Genomsnittlig årsnederbörd är 2 252 millimeter. Den regnigaste månaden är maj, med i genomsnitt 538 mm nederbörd, och den torraste är oktober, med 15 mm nederbörd.